# (2154) Underhill
(2154) Underhill (2015 P-L) – planetoida z pasa głównego asteroid okrążająca Słońce w ciągu 4,28 lat w średniej odległości 2,63 au. Odkryta 24 września 1960 roku.